# Carl Albert Hermann Bock
Carl Albert Hermann Bock (* 16. Februar 1841 in Rahden; † 31. Juli 1916 in Verden) war Gutsbesitzer und Mitglied des Deutschen Reichstags.

## Leben
Bock studierte in Bonn (Poppelsdorf) von 1858 bis 1860. Er bewirtschaftete seit 1868 sein Gut Rahden im Kreis Lübbecke. Er war im vierten Stand für den Wahlbezirk Minden-Ravensberg für den Kreis Lübbecke Mitglied des Westfälischen Provinzial-Landtages von 1874 bis 1879 und von 1888 bis 1890 und des Provinzial-Ausschusses für 1876–1879 und wieder seit 1888. Er nahm an den Kriegen von 1866 und 1870/71 als Reserveoffizier im 15. Infanterie-Regiment mit.
Von 1884 bis 1893 war er Mitglied des Deutschen Reichstags für den Wahlkreis Regierungsbezirk Minden 1 Minden, Lübbecke und die Deutschkonservative Partei.